# Vahtraste
Vahtraste (Duits: Wahtraste) is een plaats in de Estlandse gemeente Muhu, provincie Saaremaa. De plaats heeft de status van dorp (Estisch: küla).

## Bevolking
Het dorp had 20 inwoners op 31 december 2011 en 16 inwoners op 31 december 2021.

## Ligging
De plaats ligt aan de noordkust van het eiland Muhu. Aan de kust staan twee lichtbakens, die Raugi ülemine tulepaak (‘bovenste lichtbaken van Raugi’) en Raugi alumine tulepaak (‘onderste lichtbaken van Raugi’) worden genoemd, naar het buurdorp Raugi. Ze liggen echter op het grondgebied van Vahtraste.

## Geschiedenis
Vahtraste werd voor het eerst genoemd in 1645 als Wachtris, een dorp in de Wacke Lottze. Een Wacke was een administratieve eenheid voor een groep boeren met gezamenlijke verplichtingen. Vanaf ca. 1650 lag het dorp op het landgoed Magnusdahl (Võlla). In 1798 heette het dorp Wachtra, in 1802 Wachtrasoo.
In 1977 werd Vahtraste bij het buurdorp Raugi gevoegd. In 1997 werd het weer een zelfstandig dorp.

## Foto's

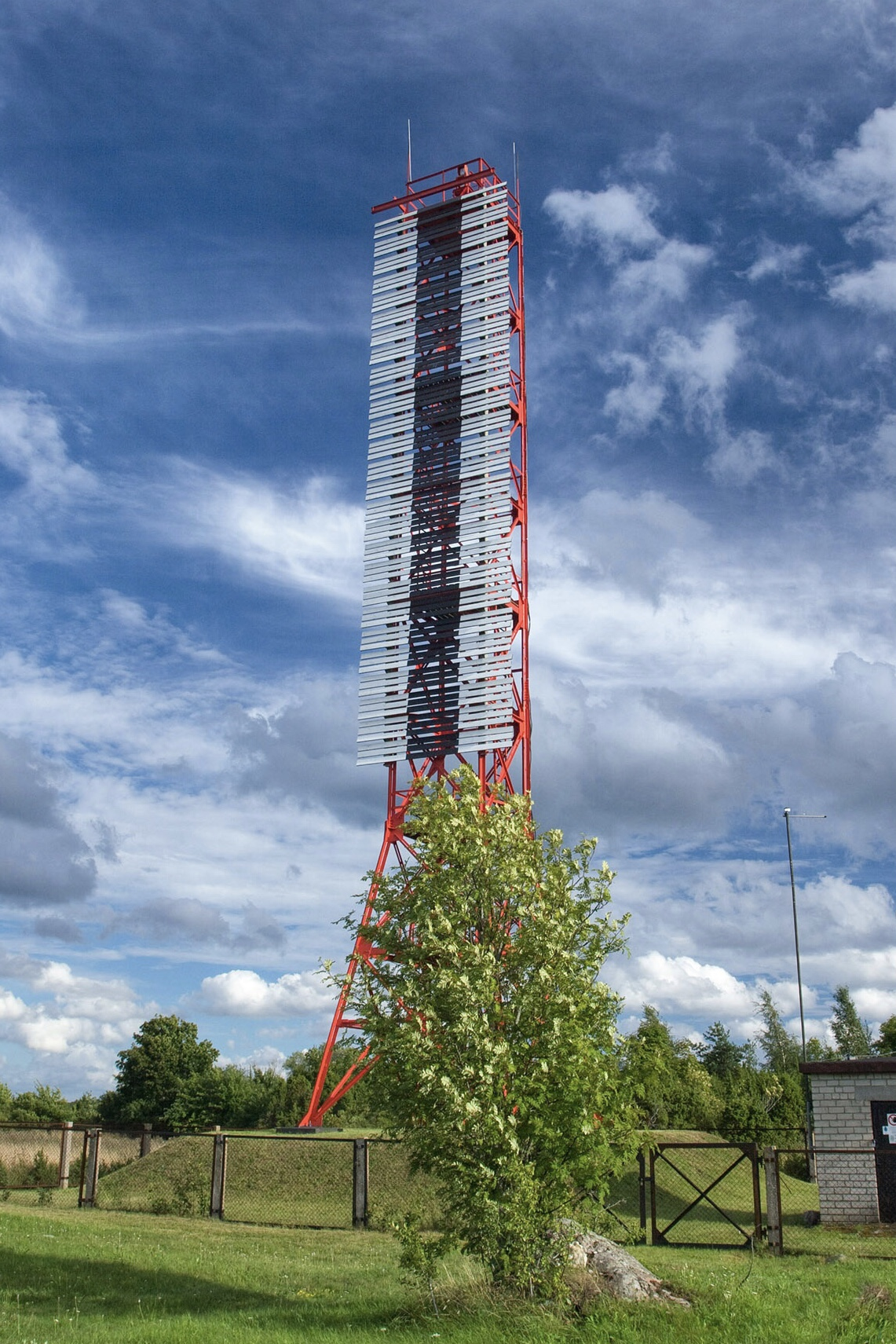
Voorste lichtbaken aan de kust
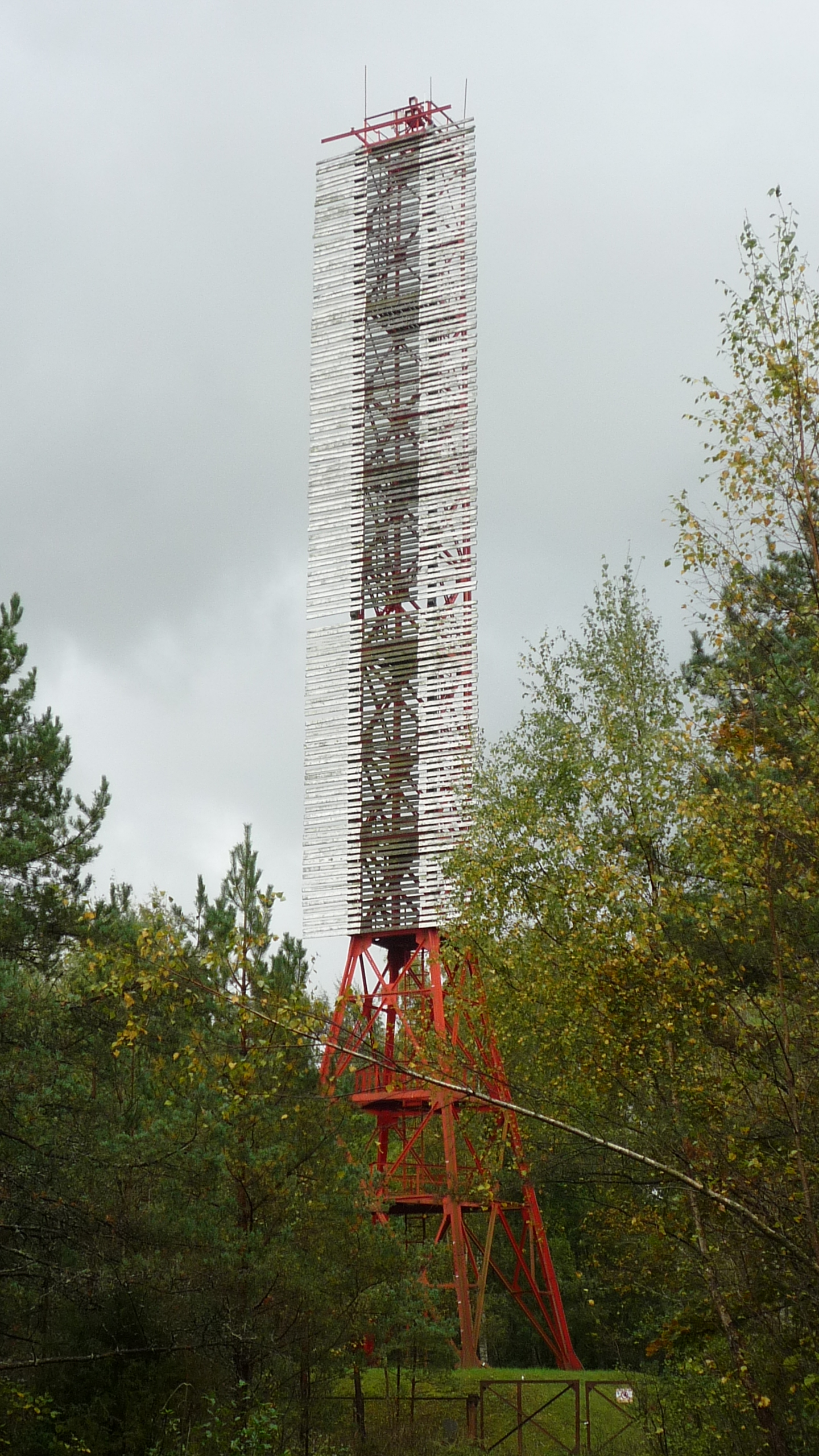
Achterste lichtbaken aan de kust